# Марко Будисављевић
Марко племенити Будисављевић — Приједорски, (рођен у Лици 1714) био је српски граничар, надпоручник и аустријски племић. Потиче из угледне личке фамилије Будисављевић.

## Биографија
Марко је био син Манојла (1684) и унук Тошин (1650). Чукунунуци су му били: највећи српски научник Никола Тесла, српски књижевник и велики жупан Буде Будисављевић, командант аустроугарске ратне морнарице Станислав Будисављевић... Био је крајишки надпоручник (оберлајтнант) у Личкој граничарској регименти од 1746, стационаираној у Госпићу. Са својом четом личких јунака прелазио је границу ка турској територији која се протезала дуж Пљешевице. Нарочито се истакао у рату између Аустрије и Турске 1787, када је са 500 граничара, међу којима су била и његова два сина (Томо и Петар) и још девет Будисављевића, потукао турску војску код Кључа. Послије те битке додијељена му је титула фон Приједор. За храброст и ратне заслуге аустријски цар Јозеф II Хабзбуршки додијелио му је племићку титулу, грб и право на племићки придјевак (Ehrenwort) Приједорски, на свечаности у Бечу 26. јула 1787. године. Цар Јосиф (Јозеф) II био је син Марије Терезије и цар Светог римског царства, а касније насљедник крунских земаља Угарске и Чешке. На титулу су имали право и насљедници - потомци и они су је користили. Тако је на споменику Станиславу Будисављевићу на аустроугарском Морнаричком гробљу у Пули на њемачком језику, поред осталога исписано и VON PRIEDOR, а вијест о вјенчању Мине, ћерке великог жупана Буде, се у новинама објављивало под навођељем пл. (племенити) између имена и презимена: ...са гдјицом Мином пл. Будисављевић, кћерком пресвјетлог госп. Буде пл. Будисављевића - Приедорскога, великог жупана...  Грб који је додјељен Марку има штит чији је облик савремени француски, са два вертикална поља. Плави (праведност, оданост, истина, вјерност) дио штита има златног лава (неустрашивост, достојанство, снага, правда) на зеленој подлози са сабљом кривошијом у десној шапи, а изнад је златна шестокрака звијезда. Звијезда, са пет, шест или осам кракова, знак су посебне мислости владара у знак признања за храброст, оданост у ратовима за одбрану земље. На црвеном (љубав, храброст, великодушност, војничка храброст, промишљеност у борби, побједник у боју) пољу је оклопљена десница с мачем. Шљем - кацига с накитом (украсом) је саставни дио грба, а са стране шљема висе плаштеви. Изнад златне кациге је златна круна оклопљена десницом са сабљом крившоијом.
Марков млађи син Петар (рођ. 1756) погинуо је с Наполеоновом војском код Вероне 1805. године, а у Верони је и сахрањен. Старији Марков син Томо (рођ. 1750.) био је прадјед Николе Тесле, јер је његова ћерка Софија била мајка Теслине мајке, Георгине. Био је протојереј и одликован је од Наполеона, као и од цара Франца II.